# Radevormwald
Radevormwald è una delle città più vecchie del Bergischen Land nella Renania Settentrionale-Vestfalia ed è una cittadina di medie dimensioni del circondario di Oberberg, con capoluogo Gummersbach.

## Descrizione generale
La cittadina è sede dell'azienda Kürbi & Niggeloh BILORA GmbH famosa per la produzione di attrezzature fotografiche di qualità.

### Posizione
Con 421 m s.l.m. era un tempo la città più in alto del distretto di Düsseldorf, appartiene ora però al distretto di Colonia. Le città confinanti sono Ennepetal, Breckerfeld, Halver, Wipperfürth, Hückeswagen, Remscheid e Wuppertal.

## Amministrazione

### Gemellaggi
- Châteaubriant, dal 1981
- Nowy Targ, dal 2005